# Carlos Eugenio Vides Casanova
Carlos Eugenio Vides Casanova (Santa Ana, El Salvador; 29 de noviembre de 1937-San Salvador, El Salvador, 21 de diciembre de 2023) fue un militar salvadoreño. Director de la Guardia Nacional del El Salvador (1979-1983), y posteriormente Ministro de Defensa de su país entre (1983-1989).
En 1984, cuatro guardias nacionales, antiguamente bajo el mando de Vides, fueron arrestados por el asesinato de unas religiosas y condenados a 30 años en prisión. El superior de aquellos, el subsargento Luis Antonio Colindres Alemán, también fue arrestado por el crimen. En 1998, los cuatro acusados confesaron el secuestro, violación y asesinato de cuatro religiosas y afirmaron haberlo hecho porque Alemán les informó que tenían que hacerlo porque había órdenes de altos mandos militares. Algunos de éstos fueron liberados cuando relataron cómo Vides y su primo, el coronel Oscar Edgardo Casanova Vejar, comandante militar local en Zacatecoluca, planearon y orquestaron la ejecución de las religiosas. A partir de ello se inició un proceso legal de dieciséis años para deportar a Vides Casanova, de Estados Unidos hacia tierra salvadoreña.

## Biografía
Carlos Eugenio Vides Casanova nació el 29 de noviembre de 1937 en Santa Ana, El Salvador. Ingresó a la Academia Militar de El Salvador, donde se graduó como subteniente en 1959. posteriormente, A lo largo de su carrera militar, Vides Casanova ascendió en las filas del ejército salvadoreño donde ocupó diversos cargos de liderazgo.
Principalmente, durante la guerra civil de El Salvador, que se desarrolló estimadamente entre 1980 y 1992, Vides Casanova alcanzó el rango de general en las Fuerzas Armadas salvadoreñas. En 1983, fue nombrado ministro de Defensa de El Salvador durante la administración del entonces presidente de turno Álvaro Magaña, para posteriormente, seguir su cargo durante la administración de José Napoleón Duarte.

## Ministro de Defensa
El General Vides Casanova tuvo un papel en la planificación y ejecución de operaciones militares durante la guerra civil, Durante su gestión, se denunciaron numerosas violaciones a los derechos humanos por parte de las fuerzas de seguridad y el ejército salvadoreño, incluyendo ejecuciones extrajudiciales, tortura y desapariciones forzadas.

## Emigración a Estados Unidos
Luego de su retiro, el general Vides abandonó El Salvador para mudarse al Estado de Florida en 1989 como residente permanente legal para vivir en Palm Coast.
Luego del fallecimiento de su primera esposa, Vides se casó con Lourdes Llach, hija de un magnate del café, astrónomo aficionado y antiguo embajador salvadoreño ante la Santa Sede (1977–1991).

### Casos judiciales
Fue demandando en una corte civil de Miami, Florida en los Estados Unidos en dos casos que sentaron precedentes.  Los casos son conocidos con el apellido del coacusado, José Guillermo García:
- Ford v. Garcia, acción legal llevada a cabo por la familia de las cuatro religiosas asesinadas[4] quienes fueron secuestradas, violadas y asesinadas por militares integrantes de un escuadrón de la muerte en 1980.  La defensa ganó el caso y las familias apelaron. La apelación fue denegada y, en 2003, la Corte Suprema de los Estados Unidos rechazó pronunciarse en el caso.
- Ramagoza v. Garcia, acción legal llevada a cabo por supervivientes de torturas durante la Guerra civil salvadoreña, incluyendo a Carlos Mauricio y a Neris González con la ayuda del Center for Justice and Accountability. García y Vides perdieron y fueron sentenciados al pago de una indemnización de $54 millones de dólares estadounidenses y su apelación fue rechazada.[8][9]

### Deportación a El Salvador
En 2002, Vides Casanova fue deportado a El Salvador desde los Estados Unidos, donde había residido desde que dejó el cargo de ministro de Defensa en 1989.

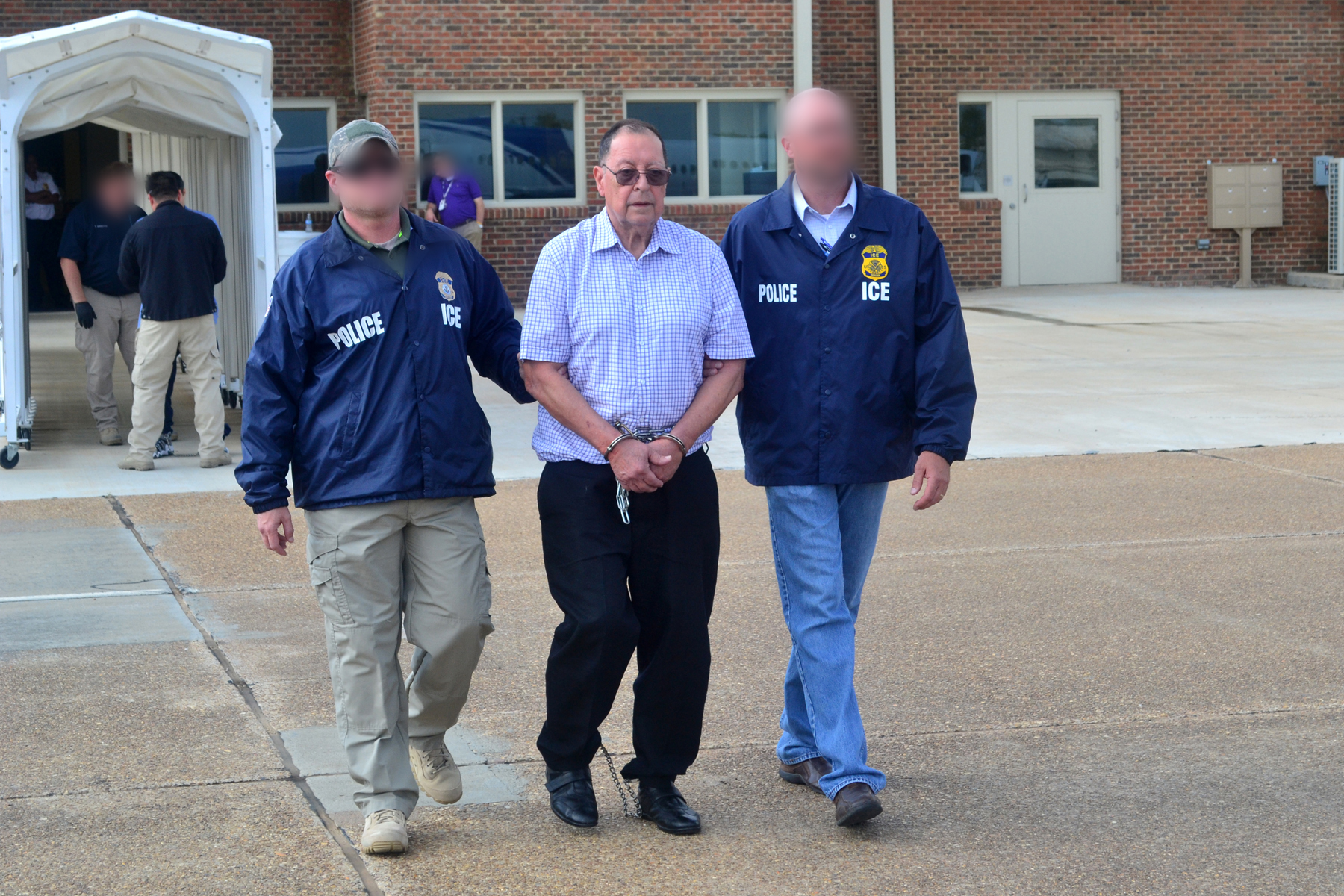
Vides Casanova siendo deportado de Estados Unidos.

El 6 de octubre de 2009 el Departamento de Seguridad Nacional anunció que habían iniciado el proceso para deportar a Vides Casanova por sus implicaciones en torturas de civiles salvadoreños. El 24 de febrero de 2012, un juez federal de inmigración despejó la vía para la deportación.
El 11 de marzo de 2015, la Junta de Apelaciones de Inmigración descartó la apelación de Vides Casanova.
El 8 de abril de 2015, los oficiales de inmigración estadounidenses deportaron a Vides Casanova hacia El Salvador.
El caso legal contra Vides Casanova y el general García fue objeto de una película titulada "The Path of the Shadows" estrenada en 2018. Fue condenado por un tribunal de ese país a 33 años de prisión.

## Fallecimiento
Vides Casanova fallecería en San Salvador por causas naturales a los 86 años de edad. 